# 白元駅
白元駅（ペグォンえき）は、大韓民国慶尚北道尚州市にある韓国鉄道公社の駅である。

## 利用可能な路線
- 韓国鉄道公社
  - 慶北線

## 歴史
- 1924年12月25日 - 朝鮮鉄道により開業[1]。
- 2008年12月1日 - 旅客取扱中止。

## 隣の駅
韓国鉄道公社
慶北線
尚州駅 - 白元駅 - 咸昌駅